# Верхняя Яндоба
Ве́рхняя Яндоба́ (чув. Тури Юнтапа) — деревня в Канашском районе Чувашской Республики. Входит в состав Чагасьского сельского поселения.

## География
Находится в центральной части Чувашии, на расстоянии приблизительно 10 км по прямой на запад-юго-запад от районного центра города Канаш.

## История
В XIX в. выселок из деревни Нижней Яндобы (Нижние Уты, Нижние Уты Яндобы), входившей в XIX веке в Новомамеевскую волость Цивильского уезда, в XVIII веке в Арскую даругу Казанского уезда, а позже влившейся в д. Туруново.
Известна с 1859 года, когда здесь было учтено 65 дворов и 392 жителя. В 1906 году отмечено 105 дворов, 510 жителей, в 1926—145 дворов, 716 жителей, в 1939—763 жителя, в 1979—716. В 2002 году было 198 дворов, в 2010—162 домохозяйства. В 1929 году был образован колхоз «Красный трактор», в 2010 году действовал ООО «Канаш».

## Население
Постоянное население составляло 531 человек (чуваши 99 %) в 2002 году, 535 в 2010.